# ロールス・ロイス装甲車
ロールス・ロイス装甲車はイギリスで1914年に開発された装甲車である。第一次世界大戦中に120輌生産され、第二次世界大戦の初期にも投入された。

## 開発の経緯
イギリス海軍航空隊（RNAS）は、第一次世界大戦の間に、最初のイギリス装甲車戦隊を設立した。1914年9月、ロールス・ロイスは、利用可能なすべてのシルヴァーゴースト用のシャシー（出力が約80馬力に増強されたエンジンを含む）を、新型装甲車の基礎を作るために供給するよう要求された。翌月、海軍本部にある航空部門の特別委員会では、航空司令官T・G・ヘザーリントンが、ヴィッカース機関銃を装備する銃塔と、装甲されたボディーから構成される車体上部構造の設計案を提出していた。最初に3輌の装甲車が1914年12月3日に配備された。
しかしその時にはすでに、西部戦線の移動は終わっており、ロールス・ロイス装甲車の始祖であるこの車輛の働きも、すでに終わりをむかえていた。。シャシー製造もまた、ロールス・ロイスが航空機エンジンの製造に集中するため、1917年に中止された。
この車輛は1920年から1924年にかけて改修され、その結果、ロールス・ロイス装甲車1920年型とロールス・ロイス装甲車1924年型が作られた。1940年には、エジプトの第11軽騎兵連隊に34輌が配備された。この車輛は旧型の銃塔を撤去し、オープントップの新型銃塔にボーイズ対戦車ライフルと7.7mmブレン軽機関銃、それに煙幕弾投射器を備えていた。
エジプトでの少数の車輛はフォードソントラックから流用した新型のシャーシを用いており、フォードソン装甲車として知られた。写真はこれらの車輛がボーイズ対戦車ライフル、1挺の軽機関銃、連装の機関銃を対空用として銃塔に備えていたことを示している。

## 戦歴

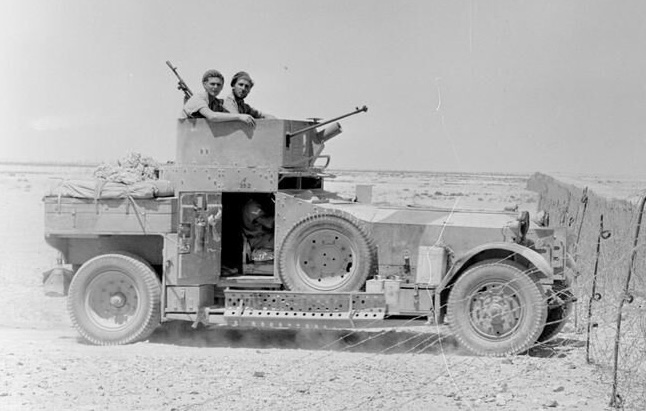
ロールス・ロイス装甲車1924年型。新型の銃塔を備えている。北アフリカ戦線の西部砂漠、バルディアにて1940年撮影。

イギリス海軍航空隊の6個ロールス・ロイス中隊は、それぞれ12輌で編成されていた。1個中隊はフランスへ、別の1個中隊はドイツ植民地での戦闘のためにアフリカへ、さらに2個中隊は1915年のガリポリの戦いへ送られた。同年8月以降、これらの中隊は全て解隊され、装備は陸軍に移譲され機関銃軍団の軽装甲自動車中隊で使用された。この装甲車は西部戦線の泥濘と塹壕の戦場には適していなかったが、近東での作戦は可能であったため、フランスからエジプトに送られた。
アラビアのロレンスことトーマス・エドワード・ロレンスは、オスマン帝国軍に対する作戦で装甲車中隊を使用した。彼は、『砂漠の反乱』の勝利に貢献した9輌のロールス・ロイス装甲車からなる部隊を「ルビーよりも貴重」と呼んだ。この気持ちを彼は終生持ち続けた。あるジャーナリストが、最も価値あるものは何か尋ねたところ、彼は「ロールスロイスと、人生の終わりまでに充分なだけのタイヤとガソリン」と答えている。
1922年から翌23年のアイルランド内戦では、アイルランド共和国軍との戦いのために13輌のロールス・ロイス装甲車が、イギリス政府からアイルランド自由国政府に譲渡された。それらは、市街戦や、ゲリラから輸送部隊を護衛する際に中心的な戦力となり、コークとウォーターフォードの奪還に大きく貢献した。相次ぐメンテナンス上の問題と、アイルランドの気候に適さない性能にもかかわらず、それらは1944年まで現役で、もはや新しいタイヤが入手不能になったときようやく使用中止となった。例えば、アイルランド陸軍の12輌は1954年に武装解除して売却された。
ARR-2、Sliabh na mBanと呼ばれる1輌は陸軍に保管されており、これはIRAのリーダーであったマイケル・コリンズが死亡した日に随行していた車として通常は認知されている。また本車は今日でも走行可能な2輌のうちの一つで、パレードと一般公開日の際に定期的に展示され、しばしば自力で運行している。本車はクラー・キャンプに駐屯する陸軍補給軍団が保守整備している。売却された12輌のうちの1輌（ARR-1、ダニーボーイ/トムキーオ）は、イングランドのコレクターが保有している。
第二次世界大戦勃発の時点で76輌が現役にあり、北アフリカや、イラク、シリアでの作戦に投入された。1941年末までには新しい設計の装甲車が配備可能となったので、それらは前線任務から下げられた。一部のインド型の車輛はインド亜大陸とビルマで使用された。

## 派生型
- 1920年型マークI - より装甲の厚いラジエーターグリルと新型の車輪を装備。
- 1920年型マークIA - 指揮官用の司令塔を装備。
- 1924年型マークI - 砲塔と指揮官用の司令塔を装備。
- ロールス・ロイス インド型 - 1920年型を基としている。装甲された車体を延長し、機関銃と4ヶ所のボールマウントを備えるドーム型砲塔のための余地を作った。
- フォードソン - 1914年型をベースにしたもの。少数の車輛はエジプトが受領した。フォードソントラックからの新型の車体を用いている。

試作車両のうち1両は、銃塔を撤去、1ポンド対空機関砲を換装した砲塔を備えた。若干の車輛にはヴィッカース機関銃の代わりとしてマキシム機関銃を使用した。

## 残存車輛
- イギリスのボービントンにあるボービントン戦車博物館には、1920年型のロールス・ロイス装甲車が展示されている。この車輛は大戦間ホールのギャラリーに展示されており、博物館員の説明によれば、「当館の所有する最高の展示品の一つ」とのことである[1]。